# 武東賢杜
武東 賢杜（むとう けんと、1993年9月16日 - ）は、日本の元俳優・モデル。佐賀県出身。

## 略歴
- 2022年4月30日、9年間所属した芸能事務所ピンナップアーティストを退社することを発表[1]。
- 2023年1月1日、芸名を武藤賢人から武東賢杜に変更。株式会社2PSとの業務提携を発表。OFFICIAL FAN SITEを開設[2]。
- 2023年12月31日をもって、株式会社2PSとの業務提携を終了。OFFICIAL FAN SITEも同日で閉鎖となる[3][4]。
- 2024年2月5日、PLAN-Dに所属することを発表[5]。
- 2024年12月28日、体調不良により俳優業を無期限休業することを発表[6]。
- 2025年7月30日、俳優業を引退し、パーソナルトレーナーに転向することを発表[7][8]。

## 人物
- 趣味は格闘技（空手経験あり）、写真、筋トレ、ランニング[9]。
- 特技は野球、ボウリング（ベストスコア270）、書道（5段）[9]。
- 高校生時代に高校野球の春季佐賀県大会で優勝したことがある。レギュラーでポジションは3番ショートだった[9]。
- 好きなアーティストは長渕剛 [9]。

## 出演
太字は主演。

### ドラマ
- 世にも奇妙な物語’14 春の特別編「ラスト･シネマ」（2014年4月5日、フジテレビ系）
- 家族狩り（2014年、TBS） - 第1話
- ディア・シスター（2014年、フジテレビ系） - 統太 役
- ごめんね青春!（2014年、TBS系） - 第8話
- ヒガンバナ〜警視庁捜査七課〜（2016年、日本テレビ系） - 斉藤洋文 役
- 特命刑事 カクホの女2（2019年、テレビ東京系） - 第3話・岸田淳也 役
- ランチ合コン探偵（2020年、読売テレビ・日本テレビ系） - 第6話・大野 役
- ハンサムセンキョ（2020年、テレビ神奈川） - キース篠宮 役[10]
- 取り立て屋ハニーズ（2021年、ひかりTV・dtv） - 第12話・マサキ 役
- ハコヅメ〜たたかう!交番女子〜（2021年、日本テレビ系） - 第2話 ・赤城琢磨 役
- ビッ友×戦士 キラメキパワーズ!（2021年、テレビ東京系） - 第10話 ・友野達也 役
- 刑事7人-SEASON7-（2021年、テレビ朝日系） - 第9話・笠松 役
- だから殺せなかった（2022年1月9日 - 、WOWOW）
- Loved One 〜愛してるの言葉で泣くのはいつも君だった〜（2022年4月23日配信、U-NEXT） - 蒔苗圭吾 役
- 花咲舞が黙ってない 第3シリーズ 第7話（2024年5月25日、日本テレビ） - 山崎尚之 役[11]

### テレビ番組
- キスマイBUSAIKU!?（2017年、フジテレビ系）
- 恋んトス シーズン5（2017年、TBS）[12]
- あにレコTV（2017年、テレビ東京）

### 映画
- 新宿スワン（2015年） - スカウトマン 満 役
- レジェンド 最凶覚醒Ⅱ（2015年） - 犬神 役[13]
- 新宿スワンⅡ（2017年） - スカウトマン 役
- 見上げた空に、あなたを想う（2024年6月1日配信、U-NEXT）

### 舞台
- STRAYDOG Produce公演 「心は孤独なアトム」（2015年10月22日 - 11月15日、シアターグリーン BIG TREE THEATER 他） - 松永 役[14]
- 劇団競泳水着「全 員 彼 氏」（2016年4月9日 - 17日、小劇場B1） - ツトム 役[15]
- Zero Amenity 本公演「RPG」（2016年11月23日 - 27日、 築地本願寺ブディストホール） - 鵜ノ沢 役
- VUCA「春にして君を離れ」（2017年4月26日 - 30日、新宿スターフィールド） - 小河原翔太 役
- ブラシュカpresents「そでふりあうも」（2017年7月12日 - 17日、シアターブラッツ）[16]
- Loki First Produce「ⅢGD」（2017年9月20日 - 24日、築地本願寺ブディストホール） - 神崎 役
- ミュージカル『テニスの王子様』3rdシーズン - 木手永四郎 役[17]
  - 青学VS比嘉（2017年12月21日 - 2018年2月18日、TOKYO DOME CITY HALL 他）[18]
  - コンサート Dream Live 2018（2018年5月5日 - 20日、神戸ワールド記念ホール 他）[19]
  - 全国大会 青学vs氷帝（2018年7月12日 - 9月24日、TOKYO DOME CITY HALL 他）[20]
  - TEAM Party HIGA（2018年10月18日 - 27日、AiiA 2.5 Theater Tokyo 他）[21]
  - 秋の大運動会 2019（2019年10月8日・9日、横浜アリーナ [22]
  - コンサート Dream Live 2020（2020年5月22日 - 31日、大阪城ホール 他）※公演中止[23]
- ミュージカル「封神演義-目覚めの刻-」（2019年1月13日 - 20日、EX THEATER ROPPONGI） - 高友乾 役[24]
- 舞台「探偵東堂解の事件簿-大正浪漫探偵譚」（2019年2月14日 - 18日、千本桜ホール） - 白鳥和人 役[25]
  - 舞台「大正浪漫探偵譚-万華鏡への招待状-」（2019年9月11日 - 16日、あうるすぽっと） - 土野秀輝 役 [26][27]
- ミュージカル「陰陽師」 - 源頼光 役[28][29]
  - 〜大江山編〜夏ツアー（2019年6月14日 - 8月11日、上海人民大舞台 他）[28]
  - 〜大江山編〜冬ツアー（11月15日 - 12月29日、広州大劇院 他）[28]
  - 〜大江山編〜日本凱旋公演（2020年2月26日 - 3月1日、日本青年館ホール）[28][30]
  - 〜海国の章〜（2024年7月20日 - 9月21日、オンライン配信のみ）※2020年中止になった舞台のゲネプロ映像配信
- 舞台『弱虫ペダル』SPARE BIKE篇〜Heroes〜（2020年7月7日 - 19日、天王洲 銀河劇場 他） - 金城真護 役 ※中止[31]
- 舞台「いい人間の教科書」（2020年11月11日 - 22日、すみだパークシアター倉 他）[32]
- 舞台「風が強く吹いている」（2021年6月16日 - 20日、六行会ホール） - 藤岡一真 役[注 1][33][34]
- 勤人落語[35]
  - 公開収録公演（2021年7月17日 - 19日、シアターKASSAI）
  - 配信公演（2021年9月6日 - 26日）
- 舞台「-野田河家の人々-ホウム。2」（2021年9月11日・12日、新宿THEATER BRATS）[36]
- スマホ連動“ヒロイン体験朗読劇”「恋人は公安刑事」from 100シーンの恋＋（2022年1月16日、赤坂RED/THEATER） - 石神秀樹 役[37]
- 演劇ユニットSUPERNOVA stage 001『雨降る正午、風吹けば』（2022年7月13日 - 24日、王子小劇場 / 8月18日 - 21日、大阪市立芸術創造館） - 永井平次 役[38]
- 「ダイヤのA」 The MUSICAL（2022年9月30日 - 10月10日、天王洲 銀河劇場） - 丹波光一郎 役[39]
- MANKAI STAGE『A3!』〜SPRING 2023〜（2023年5月13日 - 6月11日、TOKYO DOME CITY HALL 他） - 外岡巧 役
- SUPERNOVA stage002「遠く吠えて花火をあげる」（2023年2月1日 - 12日、王子小劇場） - ハラダ 役[40]
- 朗読劇NOVA READING vol.1「銀河鉄道のなかで」（2023年9月23日 - 24日、MsmileBOX渋谷） - 太宰治 役

### イベント
- ミュージカル『テニスの王子様』15周年記念 テニミュ文化祭（2018年11月23日・24日、池袋・サンシャインシティ ワールドインポートマートビル4階 展示ホールA）[41]
- 武藤賢人 初めてのファンツアーin千葉（2019年3月2日）
- 武藤賢人 Birthday Event（2019年10月5日、ルーテル市ヶ谷ホール）
- 足立英昭 個人イベント「昭祭り in Christmas」（2021年12月11日、目黒CLEO）
- 栗田学武バースデーイベント2022（2022年7月16日、キチム）
- GAME×ACTOR ゲーム&トークファンミーティングイベント（2024年5月3日、麦ノ音）

### CM
- 「SUZUKI」グラフィック広告（2013年）
- 「花王メンズビオレ」グラフィック広告（2014年）
- 『紳士服コナカ』グラフィック広告（2014年）
- 『大塚製薬 ポカリスエット』TV CM （2014年）
- 『セブン-イレブン 近くて便利サンドイッチ編』TV CM（2015年）

### 雑誌
- ジャンプSQ.（2018年1月号、集英社）
- JUNON（2019年2月号、主婦と生活社）
- men's egg（大洋図書）

### 配信
- ミュージカル『テニスの王子様』Dream Stream（2020年11月15日 - 21日、SUPERLIVE by OPENREC） - 木手永四郎 役[42]

### その他
- クボタクリエイトサービス ユニフォームカタログ（2015年）
- 2024 men's egg MODEL COLLECTION（2024年5月25日、ベルエポック美容専門学校イベントホール）